# Albizia coriaria
Espèce
Albizia coriaria est une espèce de plantes à fleurs de la famille des Fabaceae. C'est un arbre à feuilles caduques originaire d'Afrique tropicale, dont la racine et l'écorce de la tige sont largement utilisées dans la médecine traditionnelle pour traiter une variété de maladies.

## Description
Arbre de taille moyenne à grande, très ramifié, pouvant atteindre 18 à 36 m de haut. La base de l'arbre peut parfois avoir de courtes racines en contrefort, sa couronne est plate et étalée, tandis que l'écorce est brune à foncée et présente des écailles irrégulières. Les feuilles sont composées bipennées et les tiges et le rachis sont souvent couverts de poils courts. Les folioles mesurent jusqu'à 3,5 cm de long et 1,5 cm de large, elles sont étroitement oblongues à elliptiques avec un apex arrondi ou obtus. L'inflorescence se présente sous forme de têtes hémisphériques et parfumées, les pétales sont blancs et les étamines ont un sommet rougeâtre et une base blanchâtre. Le fruit est une gousse brunâtre qui peut atteindre 12 à 24 cm de long.

## Répartition
L'espèce est originaire d'Afrique tropicale, de la Côte d'Ivoire en Afrique de l'Ouest vers l'est jusqu'à l'Éthiopie et le Kenya et vers le sud jusqu'à l'Angola et la Tanzanie

## Chimie
En ethnomedcine, certaines études ont été menées sur les feuilles, les racines et l'écorce des tiges de l'espèce. Des saponines de type oléane et acide acacique ont été identifiées dans les extraits de racines de l'espèce,. Les triterpénoïdes, lupeol et lepenone, acide bétulique et alcool benzylique ont été identifiés dans des extraits de la plante.

## Utilisations
Les extraits d'écorce de tige de l'espèce sont utilisés en décoction pour le traitement de la diarrhée dans la Nyanza, au Kenya. L'écorce de la tige est également utilisée pour traiter les affections dermatologiques, respiratoires et odontologiques. Cependant, la consommation de fortes doses de remèdes à base de plantes contenant Albizia coriaria peut être toxique.

## Systématique
Le nom correct complet (avec auteur) de ce taxon est Albizia coriaria Welw. ex Oliv..
Albizia coriaria a pour synonymes :
- Albizia katangensis De Wild.
- Albizia katangensis DeWild.
- Albizia poissonii A.Chev.
- Feuilleea coriaria (Welw. ex Oliv.) Kuntze